# Olivia Smoliga
Olivia Smoliga (* 12. Oktober 1994 in Glenview, Cook County, Illinois) ist eine amerikanische Schwimmsportlerin polnischer Abstammung. Sie hält den amerikanischen Rekord über 50 m Rücken auf der Kurzbahn.

## Leben
Ihre Eltern emigrierten 1991 aus Polen in die Vereinigten Staaten. Nachdem sie die Glenbrook South High School im Jahr 2013 abgeschlossen hatte, erhielt Smoliga ein Sportstipendium der University of Georgia, für die seit dem Wintersemester 2013/14 in der Schwimm- und Tauchmannschaft der Georgia Bulldogs schwimmt.
Smoliga konnte sich bei den Ausscheidungswettkämpfen für die Olympischen Sommerspiele 2012 nicht für das US-Schwimmteam qualifizieren, weil sie mit einer Zeit von 1:00,46 Minuten über 100 m Rücken nur den 4. Platz und über 50 m in 25,66 Sekunden nur den 23. Platz erreichte. Im Halbfinale über 100 m Rücken schwamm mit 59,82 Sekunden persönliche Bestzeit und unterbot erstmals die Zeit von einer Minute.
Im November 2012 stellte sie bei den Illinois State High School Championships mit 51,43 Sekunden über 100 Yards Rücken und mit 21,99 Sekunden über 50 Yards Freistil neue US-Rekorde im Highschoolsport auf.
Bei ihrem ersten bedeutenden internationalen Wettkampf, den Kurzbahnweltmeisterschaften 2012 in Istanbul, gewann Smoliga vier Medaillen: zweimal Gold, und jeweils einmal Silber und Bronze. Im Finale über 100 m Rücken erreichte sie eine Zeit von 56,64 Sekunden und gewann damit die Goldmedaille. Auf den letzten 50 m gelang ihr mit 29,74 Sekunden die schnellste Zeit aller Finalteilnehmerinnen. Außerdem gewann Smoliga die Goldmedaille mit der 4 × 100-m-Freistilstaffel der USA, für die sie allerdings nicht im Finale startete, sowie die Silbermedaille über 50 m Rücken, wobei sie einen neuen amerikanischen Rekord aufstellte, und Bronze mit der 4 × 100-m-Lagenstaffel der USA.
Smoliga gewann mit den Georgia Bulldogs die NCAA Women's Division I Swimming and Diving Championships der Saison 2013/14, wobei sie eine Goldmedaille über 50 m Freistil und eine Bronzemedaille mit der 400-m-Lagenstaffel gewann. Vor den US-Meisterschaften im Jahr 2014 erkrankte sie an Pfeifferschem Drüsenfieber, was schlechte Ergebnisse bei diesem Wettbewerb und dem NCAA Schwimmbewerb im Jahr 2015 nach sich zog. Trotzdem behielt sie mit der fünftbesten Zeit über 100 m Rücken ihren Platz im US-Schwimmteam und konnte sich für die Panamerikanischen Spiele 2015 qualifizieren. Über 100 m Rücken gewann sie mit ihrer drittbesten jemals geschwommenen Zeit von 1:00,06 Minuten die Silbermedaille.
Den Ausscheidungswettkampf über 100 m Rücken für die Olympischen Sommerspiele 2016 gewann Smoliga in 59,02 Sekunden, wobei sie zwei frühere Olympiagoldmedaillengewinnerinnen, Missy Franklin und Natalie Coughlin, schlagen konnte. Beim olympischen Wettkampf über 100 m Rücken erreichte sie im Finale den sechsten Platz.
Bei den Kurzbahnweltmeisterschaften 2018 in Hangzhou gewann sie die Titel über 50 und 100 Meter Rücken sowie weitere vier Goldmedaillen in den Staffeln. Ein Jahr später wurde sie in Gwangju auch auf der Langbahn Weltmeisterin über 50 Meter und holte die Bronzemedaille über 100 Meter.